# Bed (chanson de Nicki Minaj)
Pour les articles homonymes, voir Bed.
Singles de Nicki Minaj
Big Bank
(2018) Boo'd Up (Remix)
(2018)
Singles par Ariana Grande
Dance to This
(2018) God Is a Woman
(2018)
Bed est un single de la rappeuse et de la chanteuse américaine Nicki Minaj en collaboration avec la chanteuse américaine Ariana Grande. Sorti le 14 juin 2018 sous les labels Young Money Entertainment et Cash Money Records, il s'agit du troisième single extrait du quatrième album studio de Nicki Minaj intitulé Queen. Le single a été produit par Supa Dups, Beats Bailey, Messy et Ben Billions. Il s'agit de la quatrième collaboration entre Ariana Grande et Nicki Minaj. La chanson a atteint la quarante-troisième place du Billboard Hot 100, et a atteint le top vingt en Australie et au Royaume-Uni.

## Contexte et sortie
Nicki Minaj et Ariana Grande ont déjà collaboré sur trois titres, Get on Your Knees, extrait de l'album studio de Minaj The Pinkprint, ainsi que le single Bang Bang en 2014, puis Side to Side en 2016, extrait du troisième album studio d'Ariana Grande intitulé Dangerous Woman. Le 12 mai 2018, Ariana Grande révèle à travers un échange sur Twitter avec Nicki Minaj que la rappeuse l'avait tiré du lit un matin pour enregistrer leur nouvelle collaboration, décrivant l'événement comme « le meilleur matin de sa vie ». Le 4 juin, Ariana Grande discute avec un abonné sur Twitter, suggérant la sortie de plusieurs collaborations musicales avec Nicki Minaj en 2018, la seconde étant le single The Light Is Coming extrait de son quatrième album studio Sweetener. Le 11 juin, Ariana Grande annonce officiellement la sortie de Bed. La chanson sort le 14 juin en téléchargement numérique et sur les plateformes de streaming, ainsi que la pré-commande de Queen. Nicki Minaj partage avec un fan son expérience en studio avec Ariana Grande : 

« J'étais sur le refrain depuis un an donc ça ne m'étais jamais venu à l'esprit d'y mettre quelqu'un d'autre. Laisse moi te dire, Ari l'a fait et l'a renvoyé juste après. Elle a ajouté toutes ces harmonies et ces mélismes magnifiques. Elle n'en fait jamais trop. Toujours à point. Je suis tombé amoureuse. Je l'ai appelé en criant. »

## Composition et paroles

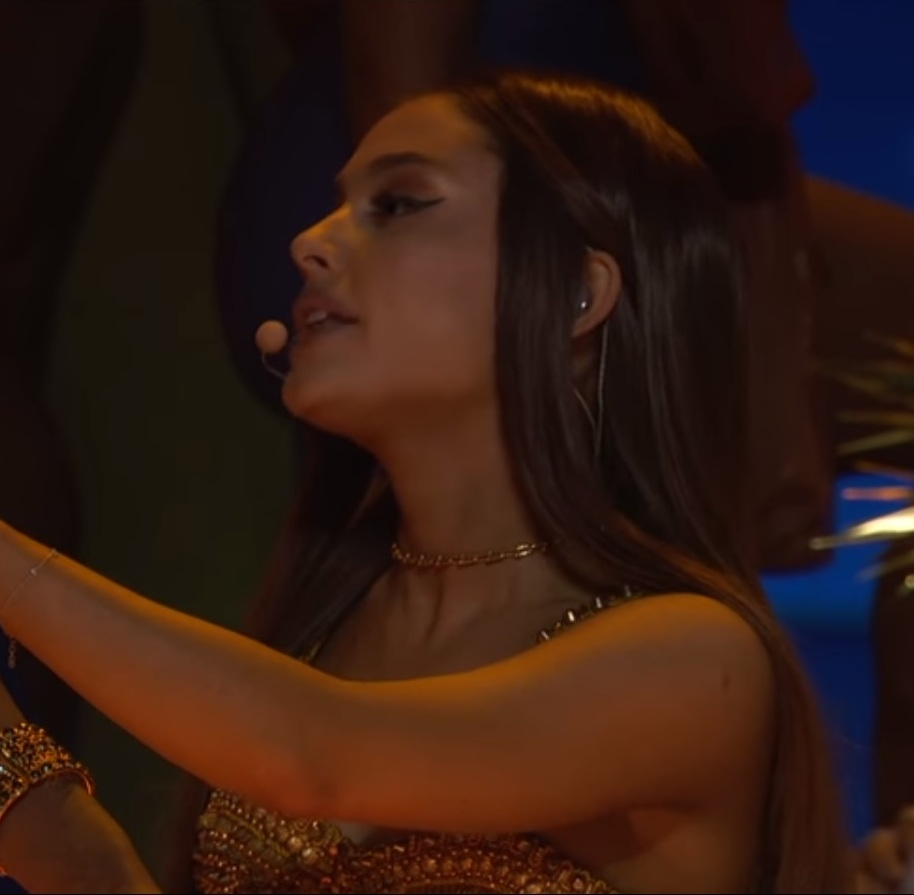
Ariana Grande (ci-dessus) collabore avec Minaj sur Bed.

Bed est écrit par Nicki Minaj avec l'aide de LunchMoney Lewis, Mescon David Asher, Supa Dups, Brett Bailey et Ben Diehl. La production est assurée par Supa Dups, Brett Bailey, Ben Diehl et Messy. La chanson dure trois minutes et neuf secondes. Bed présente des instrumentales à l'inspiration tropicale ainsi qu'une ambiance Afrobeat, le tout formant une production pop minimaliste et élégante. Joshua Copperman de Spin compare la production de Bed à celle de Dance to This, collaboration entre Ariana Grande et Troye Sivan sortie la veille.
Selon Live Actu, les deux artistes chantent l'amour qu'elles éprouvent pour leurs petits amis respectifs et la dévotion sans frontières à leur égard. « Le lit qui fait le sujet du titre de la chanson est très certainement réservé à cet homme qui fait battre leur cœur », ajoute Mitch Findlay de HotNewHipHop. Nicki Minaj fait notamment référence dans ses paroles à l'album studio Tha Carter III de Lil Wayne, « Carter III tourne en boucle, des coups de reins sur le rythme de A Milli ». Elle fait également un clin d'œil au chanteur Zayn Malik, avec qui elle a collaboré plus tard dans l'année pour le single No Candle No Light extrait de son deuxième album studio Icarus Falls.

## Illustration
La pochette du single montre Nicki Minaj et Ariana Grande dans une piscine moussante sur le toit d'une villa. Selon le magazine Spin, l'illustration est « hyper-contemporaine » et « influencée par Instagram ».

## Accueil critique
Bed reçoit un accueil généralement positif de la part des critiques. Ils saluent particulièrement l'alchimie entre les deux artistes. TheMusicalHype affirme que « Bed est une autre collaboration agréable entre Minaj et Grande ». Maeve McDermott de USA Today ajoute qu'« aussi souvent que les deux artistes collaborent, elles connaissent leurs rôles jusqu'au bout des ongles - Grande, l'agneau innocent, et Minaj, la lionne puissante ». Jon Blistein de Rolling Stone écrit, « Bed présente un groove sexy et sensuel (...) Grande fredonne un refrain séducteur tandis que Minaj déroule une litanie de punchlines rusées ». 
Les critiques apprécient également la direction musicale que prend Nicki Minaj avec Bed. Mitch Findlay de HotNewHipHop affirme que « Bed est une addition plaisante à l'album Queen, conçue spécialement pour l'été ». Mackenzie Cummings-Grady de Billboard note que « Bed est une chanson pop plein d'entrain montrant que l'album, comme les précédents efforts de Minaj, sera une combinaison de pop et de hip-hop hardcore ». Kyle Denis de BlackBoyBulletin conclut, « Avec Chun-Li, Rich Sex et Bed, on dirait bien que Nicki a enfin trouvé la manière de combiner les différentes facettes de sa musicalité et de son talent artistique pour en tirer un album cohésif, et c'est passionnant à voir ».

## Accueil commercial
Le lendemain de sa sortie, Bed atteint la première place du classement des ventes iTunes aux États-Unis. La chanson débute à la quarante-troisième position dans le classement musical Hot 100 après une semaine de sortie, cumulant 19 000 téléchargements et 12 millions de streams. Bed devient ainsi la quatre-vingt-onzième chanson de Nicki Minaj à entrer dans le classement, prolongeant son record de l'artiste féminine ayant le plus de chansons dans le Hot 100. Bed chute à la soixante-septième position lors de sa deuxième semaine de sortie, puis à la quatre-vingt-unième position lors de la troisième semaine. Lors de la quatrième semaine de sortie, la chanson remonte à la quarante-huitième position, puis culmine à la quarante-deuxième position à la suite de la sortie de l'album studio Queen.
En dehors des États-Unis, Bed atteint le top vingt en Australie, en Écosse et au Royaume-Uni. La chanson débute également en première position du classement des ventes mondiales iTunes. En France, la chanson atteint la cinquième position des ventes iTunes et la cinquante-sixième place du Top Singles de la semaine édité par le SNEP.

## Clip vidéo

### Développement et sortie
Le 14 juin, Nicki Minaj et Ariana Grande partagent un teaser de quinze secondes sur leurs comptes Twitter. On y voit les deux artistes se prélassant dans une piscine moussante. Le 19 juin, Nicki Minaj poste un aperçu du clip vidéo sur YouTube qui dure une minute. Le 4 juillet, elle révèle sur Instagram que la vidéo sera diffusée pour la première fois deux jours plus tard. le 5 juillet, elle partage une vidéo des coulisses du tournage du clip vidéo dans laquelle on la voit sur la plage, vêtue d'un costume de sirène. Le clip vidéo officiel sort sur les chaînes YouTube et Vevo officielles de Nicki Minaj le 6 juillet. Nicki Minaj annonce la sortie prochaine d'une seconde version du clip vidéo, qui n'est cependant jamais publiée.
Le clip vidéo est réalisé par Hype Williams, qui avait déjà collaboré avec Nicki Minaj pour trois de ses clips, Massive Attack, en 2010, Stupid Hoe et Va Va Voom en 2012. Les joueurs de football américain Odell Beckham Jr. et Brad Wing y font une apparition. La vidéo contient des placements de produits pour les marques Beats by dr dre et Lyft, ainsi que la marque de spiritueux de Nicki Minaj, Mix Fusions.

### Synopsis
Au début de la vidéo, la caméra évolue lentement entre des tourbillons d'écume, un ciel azur, des mouettes en vol et la silhouette de la rappeuse à contre-jour, portant un maillot de bain turquoise et se tournant vers le spectateur. L'image change et montre Nicki Minaj roulant langoureusement dans les vagues, alors changée en sirène, elle est topless, porte une queue, des écailles et des cheveux blonds. La chanson commence, Ariana Grande chantant le refrain tandis que Nicki Minaj apparaît dans différents endroits, au bord d'une piscine, sur la plage et dans les vagues. Ariana Grande apparaît ensuite, portant un ensemble de lingerie blanc orné de duvet et sa longue queue de cheval caractéristique. Nicki Minaj change de tenues avec chaque changement de décor, elle porte un ensemble de lingerie rouge assorti à des bas résille dans le lit qui fait le sujet du titre de la vidéo, puis un bikini en maille blanc dans la piscine, et enfin un maillot une pièce bleu clair décoré d'un personnage My Little Pony en paillettes, assorti de cheveux bleus et roses. Plus tard, dans les vagues, Nicki Minaj abandonne sa queue de sirène pour une robe moulante rose clair. Finalement, les deux artistes sont couplées avec les joueurs de football Odell Beckham Jr. et Brad Wing. Nicki Minaj se blottit contre Beckham tandis qu'Ariana Grande offre une fraise à Brad Wing. La vidéo se termine sur une image de Nicki Minaj en sirène sur la plage.

### Accueil et controverse
Le clip vidéo reçoit un accueil positif. En vingt-quatre heures après sa sortie, la vidéo est visionnée plus de deux millions et demi de fois et atteint la première place des tendances YouTube. De Elizabeth de Teen Vogue affirme que « c'est le rêve de toute sirène » tandis que Shannon Barbour de Cosmopolitan qualifie le clip vidéo de « chef-d'œuvre cinématique »,. Luke Darby de GQ ajoute que Nicki Minaj a créé « l'ultime fantasme estival ». Certains critiques restent cependant perplexes quant à la tenue de sirène de Nicki Minaj. Emma Stefansky de Vanity Fair interroge, « Le lit dont parle Nicki pourrait-il être un fond marin ? Attendez – est-ce que la chanson tout entière est une référence à des sirènes attirant les marins à leur perte avec leurs voix irrésistibles ? ». En septembre 2019, la vidéo cumule plus de 72 millions de vues sur YouTube.
Le 5 juillet 2018, après la sortie de la vidéo des coulisses du tournage du clip vidéo, la rappeuse américaine Azealia Banks publie une série de tweets critiquant Nicki Minaj sur sa décision de porter une queue de sirène. Azealia Banks affirme que Nicki Minaj lui a délibérément volé cette idée, Azealia Banks se proclamant comme « la première sirène du rap » depuis sa mixtape Fantasea en 2012. Elle critique Nicki Minaj sur son apparence et l'accuse de plagiat, « Est-ce qu'elle a inventé quoi que ce soit de la merde qu'elle a volé à Lil' Kim et accuse les autres rappeuses de la copier ? Ou est-ce que j'étais bien la première sirène du rap ??? »,.

## Crédits
Crédits adaptés de Spotify.
- Nicki Minaj : interprète, compositrice
- Ariana Grande : interprète
- Ben « Ben Billions » Diehl : compositeur, producteur
- Brett « Beats Bailey » : compositeur, producteur
- Dwayne « Supa Dups » Chin-Quee : compositeur, producteur
- Mescon « Messy » David Asher : compositeur, producteur
- Gamal « Lunchmoney Lewis » : compositeur

## Classements hebdomadaires
| Classement (2018)                            | Meilleure position |
| -------------------------------------------- | ------------------ |
| Allemagne (Media Control AG)                 | 52                 |
| Australie (ARIA)                             | 17                 |
| Autriche (Ö3 Austria Top 40)                 | 49                 |
| Belgique (Flandre Ultratop 50 Singles)       | 6                  |
| Belgique (Wallonie Ultratop 50 Singles)      | 17                 |
| Canada (Hot 100)                             | 30                 |
| Canada (CHR/Top 40)                          | 36                 |
| Écosse (OCC)                                 | 19                 |
| Espagne (Top 50 Digital/Physique PROMUSICAE) | 96                 |
| Estonie (Eesti Ekspress)                     | 22                 |
| États-Unis (Hot 100)                         | 42                 |
| États-Unis (R&B/Hip-Hop Songs)               | 19                 |
| États-Unis (Mainstream Top 40)               | 23                 |
| États-Unis (Rhythmic)                        | 14                 |
| France (SNEP)                                | 56                 |
| Hongrie (Top 40 Singles Mahasz)              | 27                 |
| Hongrie (Top 40 Streaming Mahasz)            | 20                 |
| Irlande (IRMA)                               | 22                 |
| Italie (FIMI)                                | 91                 |
| Norvège (VG-lista)                           | 34                 |
| Nouvelle-Zélande (RMNZ)                      | 25                 |
| Pays-Bas (Single Top 100)                    | 47                 |
| Portugal (AFP)                               | 27                 |
| Tchéquie (IFPI Rádio)                        | 30                 |
| Royaume-Uni (UK Singles Chart)               | 20                 |
| Singapour (RIAS)                             | 29                 |
| Slovaquie (Rádio Top 100)                    | 72                 |
| Slovaquie (Singles Digitál Top 100)          | 25                 |
| Suède (Sverigetopplistan)                    | 44                 |
| Suisse (Schweizer Hitparade)                 | 39                 |

## Certifications
| Pays                  | Certification | Ventes  |
| --------------------- | ------------- | ------- |
| Australie (ARIA)      | Or            | 35 000  |
| Canada (Music Canada) | Platine       | 80 000  |
| États-Unis (RIAA)     | Or            | 500 000 |
| Royaume-Uni (BPI)     | Argent        | 200 000 |